# Kasganj
Kasganj là một thành phố và là nơi đặt ban đô thị (municipal board) của quận Etah thuộc bang Uttar Pradesh, Ấn Độ.

## Địa lý
Kasganj có vị trí 27°49′B 78°39′Đ / 27,82°B 78,65°Đ Nó có độ cao trung bình là 177 mét (580 feet).

## Nhân khẩu
Theo điều tra dân số năm 2001 của Ấn Độ, Kasganj có dân số 92.485 người. Phái nam chiếm 53% tổng số dân và phái nữ chiếm 47%. Kasganj có tỷ lệ 61% biết đọc biết viết, cao hơn tỷ lệ trung bình toàn quốc là 59,5%: tỷ lệ cho phái nam là 67%, và tỷ lệ cho phái nữ là 55%. Tại Kasganj, 15% dân số nhỏ hơn 6 tuổi.